# Ченате Сото
Ченате Сото (итал. Cenate Sotto) је насеље у Италији у округу Бергамо, региону Ломбардија.
Према процени из 2011. у насељу је живело 2687 становника. Насеље се налази на надморској висини од 268 м.

## Становништво
Према резултатима пописа становништва 2011. у општини је живело 3.494 становника.
| 1931. | 1936. | 1951. | 1961. | 1971. | 1981. | 1991. | 2001. | 2011. |
| ----- | ----- | ----- | ----- | ----- | ----- | ----- | ----- | ----- |
| 1.547 | 1.574 | 1.680 | 1.614 | 1.614 | 1.813 | 2.181 | 2.670 | 3.494 |